# Многокилевая болиерия
Многокилевая болиерия (лат. Bolyeria multocarinata) — исчезнувший вид змей из семейства маскаренских удавов. Была эндемиком Маврикия, хотя в последний период своего существования встречалась уже только на маленьком островке Иль-Ронд (известном также как остров Круглый) в 22,5 км к северу от него. В 1949 году болиерия была уже редка. Последний раз змею наблюдали в 1975 году. Длина представителей вида составляла около 1 м. Не сохранилось даже чётких фото живой змеи, сегодня мы можем представить её только по музейным образцам и реконструкциям. Подвиды неизвестны. Диета тоже, но считается, что она питалась ящерицами. Ближайшим известным родственником болиерии является древесный маскаренский удав.
Когда-то многокилевые болиерии жили не только на Иль-Ронде. Они населяли Маврикий, Куэн-де-Мир, возможно и другие малые острова — пока там не появились европейцы. Причина вымирания — деградация естественных условий обитания вида из-за перевыпаса козами и кроликами. Такое воздействие на их территории стало губительным для вида, так как появление травоядных животных привело к уничтожению растительности, эрозии почвы. Змеи потеряли пригодный для жизни биотоп.